# École nationale supérieure des mines de Saint-Étienne
De École nationale supérieure des mines de Saint-Étienne is een Franse universiteit, grande école, opgericht in 1816, gevestigd in Saint-Étienne. De universiteit heeft onder meer tot doel de ontwikkeling van haar studenten en bedrijven te ondersteunen via een waaier van opleidingen en onderzoeksterreinen, gaande van de initiële opleiding van generalistische ingénieurs civils des mines tot het doctoraatsonderwijs; van materiaalkunde tot micro-elektronica via procestechniek, mechanica, milieu, civiele techniek, financiën, informatica en gezondheidstechniek.

## Geschiedenis
De school werd op 2 augustus 1816 opgericht in opdracht van Lodewijk XVIII. Grondlegger en eerste directeur was Louis-Antoine Beaunier. Terwijl de administratie in Parijs de opleiding in Saint-Étienne ondergeschikt zag aan de École de mines in Parijs, wilde Beaunier een volwaardige ingenieursopleiding geven. Pas in 1831 slaagde hij erin dat de opleiding in Saint-Étienne werd erkend als ingenieursopleiding.

## Bekende afgestudeerden
- Henri Fayol, Frans mijndirecteur die een belangrijke bijdrage geleverd heeft aan de organisatiekunde
- Mahamadou Issoufou, politicus uit Niger
- Benoît Fourneyron, Frans wetenschapper